# Гришівка (Ніжинський район)
Гри́шівка — село в Україні. у Борзнянській міській громаді Ніжинського району Чернігівської області. До 2020 належало до Ядутинської сільської ради. Населення — 31 особа (2012 рік).
Село розташоване на півночі району, за 22 км від районного центру — міста Борзна та за 6 км від залізничної станції Бондарівка. Висота над рівнем моря — 112 м.

## Історія
Поблизу села виявлено поселення доби неоліту (V-IV тисячоліття до н. е.), бронзи (II тисячоліття до н. е.), раннього заліза (VI-III століття до н. е.).
У повоєнний період у селі знаходилося відділення колгоспу «Ленінський шлях» (центральна садиба в Ядутах).
12 червня 2020 року, відповідно до розпорядження Кабінету Міністрів України № 730-р «Про визначення адміністративних центрів та затвердження територій територіальних громад Чернігівської області», село увійшло до складу Борзнянської міської громади.
19 липня 2020 року, в результаті адміністративно-територіальної реформи та ліквідації Борзнянського району, увійшло до складу Ніжинського району Чернігівської області.